# Lieu-Saint-Amand
Lieu-Saint-Amand – miejscowość i gmina we Francji, w regionie Hauts-de-France, w departamencie Nord.
Według danych na rok 1990 gminę zamieszkiwało 1265 osób, a gęstość zaludnienia wynosiła 248 osób/km² (wśród 1549 gmin regionu Nord-Pas-de-Calais Lieu-Saint-Amand plasuje się na 489. miejscu pod względem liczby ludności, natomiast pod względem powierzchni na miejscu 671.).